# Convocações para o Campeonato Europeu de Futebol de 2016
Convocações para o Campeonato Europeu de Futebol de 2016,  as 24 equipes participantes de devem apresentar os 23 jogadores – dos quais três devem ser goleiros – até 31 de maio de 2016, 10 dias antes da partida de abertura do torneio. No caso em que um jogador no plantel sofrer uma lesão ou doença antes da sua equipa no primeiro jogo do torneio, o jogador pode ser substituído, desde que o médico da equipe e um médico do Comitê de Medicina da UEFA confirmar que a lesão ou doença é grave o suficiente para impedir a participação do jogador no torneio.

## Grupo A

### França
Convocação anunciada em 12 de maio de 2016.
Treinador:  Didier Deschamps

### Romênia
Treinador:  Anghel Iordănescu

### Albânia
Treinador:  Gianni De Biasi

### Suíça
Convocação anunciada em 30 de maio de 2016.
Treinador:  Vladimir Petković

## Grupo B

### Inglaterra
Treinador: Roy Hodgson

### Rússia
Treinador: Leonid Slutsky

### País de Gales
Treinador: Chris Coleman

### Eslováquia
Treinador: Ján Kozák

## Grupo C

### Alemanha
Treinador: Joachim Löw

### Ucrânia
Treinador: Mykhaylo Fomenko

### Polônia
Treinador: Adam Nawałka

### Irlanda do Norte
Treinador: Michael O'Neill

## Grupo D

### Espanha
Treinador: Vicente del Bosque

### República Checa
Treinador: Pavel Vrba

### Turquia
Treinador: Fatih Terim

### Croácia
Técnico: Ante Čačić

## Grupo E

### Bélgica
Treinador: Marc Wilmots

### Itália
Treinador: Antonio Conte

### República da Irlanda
Treinador:  Martin O'Neill

### Suécia
Treinador: Erik Hamrén

## Grupo F

### Portugal
Treinador: Fernando Santos

### Islândia
Treinadores:  Lars Lagerbäck e  Heimir Hallgrímsson

### Áustria
Treinador:  Marcel Koller

### Hungria
Treinador:  Bernd Storck